# Circondario di Waldeck-Frankenberg
Il circondario di Waldeck-Frankenberg è uno dei circondari dello stato tedesco dell'Assia.
Fa parte del distretto governativo di Kassel.

## Città e comuni
(Abitanti al 31 dicembre 2022)
| Comuni del circondario | Città 1. Bad Arolsen (15 987) 2. Bad Wildungen (17 595) 3. Battenberg (Eder) (5 500) 4. Diemelstadt (5 354) 5. Frankenau (2 933) 6. Frankenberg (Eder) (18 033) 7. Gemünden (Wohra) (3 961) 8. Hatzfeld (Eder) (2 963) 9. Korbach (23 706) 10. Lichtenfels (4 133) 11. Rosenthal (2 137) 12. Volkmarsen (6 769) 13. Waldeck (6 810) | Comuni 1. Allendorf (Eder) (7 739) 2. Burgwald (5 034) 3. Diemelsee (4 706) 4. Edertal (6 220) 5. Haina (3 409) 6. Twistetal (4 226) 7. Vöhl (5 517) 8. Willingen (6 422) |